# Loupes
Pour les articles homonymes, voir Loupes (homonymie).
Loupes [lup] est une commune du Sud-Ouest de la France, située dans le département de la Gironde en région Nouvelle-Aquitaine.

## Géographie

### Localisation
Commune de l'aire d'attraction de Bordeaux, Loupes est située dans la région naturelle de l'Entre-deux-Mers.

### Communes limitrophes
Les communes limitrophes sont Sallebœuf, Bonnetan, Camarsac, Lignan-de-Bordeaux et Sadirac.
| Bonnetan           | Sallebœuf | Camarsac |
|                    | Loupes    |          |
| Lignan-de-Bordeaux | Sadirac   | Le Pout  |

### Climat
Pour des articles plus généraux, voir Climat de la Nouvelle-Aquitaine et Climat de la Gironde.
Historiquement, la commune est exposée à un climat océanique aquitain.  
En 2020, Météo-France publie une typologie des climats de la France métropolitaine dans laquelle la commune est exposée à un climat océanique et est dans la région climatique  Aquitaine, Gascogne, caractérisée par une pluviométrie abondante au printemps, modérée en automne, un faible ensoleillement au printemps, un été chaud (19,5 °C), des vents faibles, des brouillards fréquents en automne et en hiver et des orages fréquents en été (15 à 20 jours).
Pour la période 1971-2000, la température annuelle moyenne est de 12,7 °C, avec une amplitude thermique annuelle de 14,4 °C. Le cumul annuel moyen de précipitations est de 862 mm, avec 11,8 jours de précipitations en janvier et 6,7 jours en juillet. Pour la période 1991-2020, la température moyenne annuelle observée sur la station météorologique la plus proche, située sur la commune de Cadaujac à 12 km à vol d'oiseau, est de 13,8 °C et le cumul annuel moyen de précipitations est de 918,3 mm,. Pour l'avenir, les paramètres climatiques de la commune estimés pour 2050 selon différents scénarios d’émission de gaz à effet de serre sont consultables sur un site dédié publié par Météo-France en novembre 2022.

## Urbanisme

### Typologie
Au 1er janvier 2024, Loupes est catégorisée bourg rural, selon la nouvelle grille communale de densité à sept niveaux définie par l'Insee en 2022.
Elle est située hors unité urbaine. Par ailleurs la commune fait partie de l'aire d'attraction de Bordeaux, dont elle est une commune de la couronne,. Cette aire, qui regroupe 275 communes, est catégorisée dans les aires de 700 000 habitants ou plus (hors Paris),.

### Occupation des sols

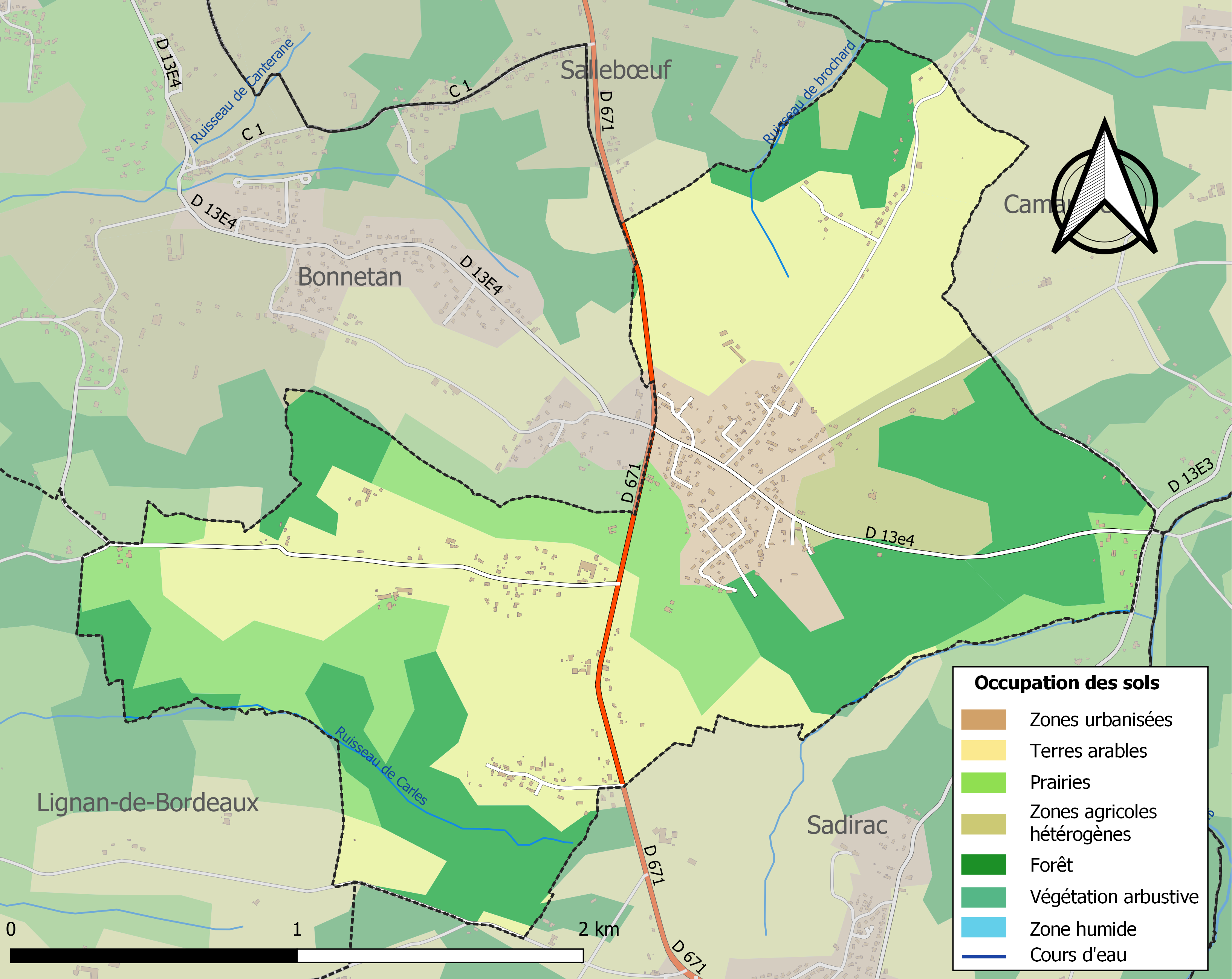
Carte des infrastructures et de l'occupation des sols de la commune en 2018 (CLC).

L'occupation des sols de la commune, telle qu'elle ressort de la base de données européenne d’occupation biophysique des sols Corine Land Cover (CLC), est marquée par l'importance des territoires agricoles (63,8 % en 2018), en diminution par rapport à 1990 (71,7 %). La répartition détaillée en 2018 est la suivante : 
cultures permanentes (39,1 %), forêts (28,4 %), prairies (16,2 %), zones urbanisées (7,8 %), zones agricoles hétérogènes (6,1 %), terres arables (2,4 %). L'évolution de l’occupation des sols de la commune et de ses infrastructures peut être observée sur les différentes représentations cartographiques du territoire : la carte de Cassini (XVIIIe siècle), la carte d'état-major (1820-1866) et les cartes ou photos aériennes de l'IGN pour la période actuelle (1950 à aujourd'hui).

### Risques majeurs
Le territoire de la commune de Loupes est vulnérable à différents aléas naturels : météorologiques (tempête, orage, neige, grand froid, canicule ou sécheresse), inondations, mouvements de terrains et séisme (sismicité faible). Un site publié par le BRGM permet d'évaluer simplement et rapidement les risques d'un bien localisé soit par son adresse soit par le numéro de sa parcelle.
La commune a été reconnue en état de catastrophe naturelle au titre des dommages causés par les inondations et coulées de boue survenues en 1982, 1999, 2009 et 2021,.
Les mouvements de terrains susceptibles de se produire sur la commune sont des tassements différentiels.

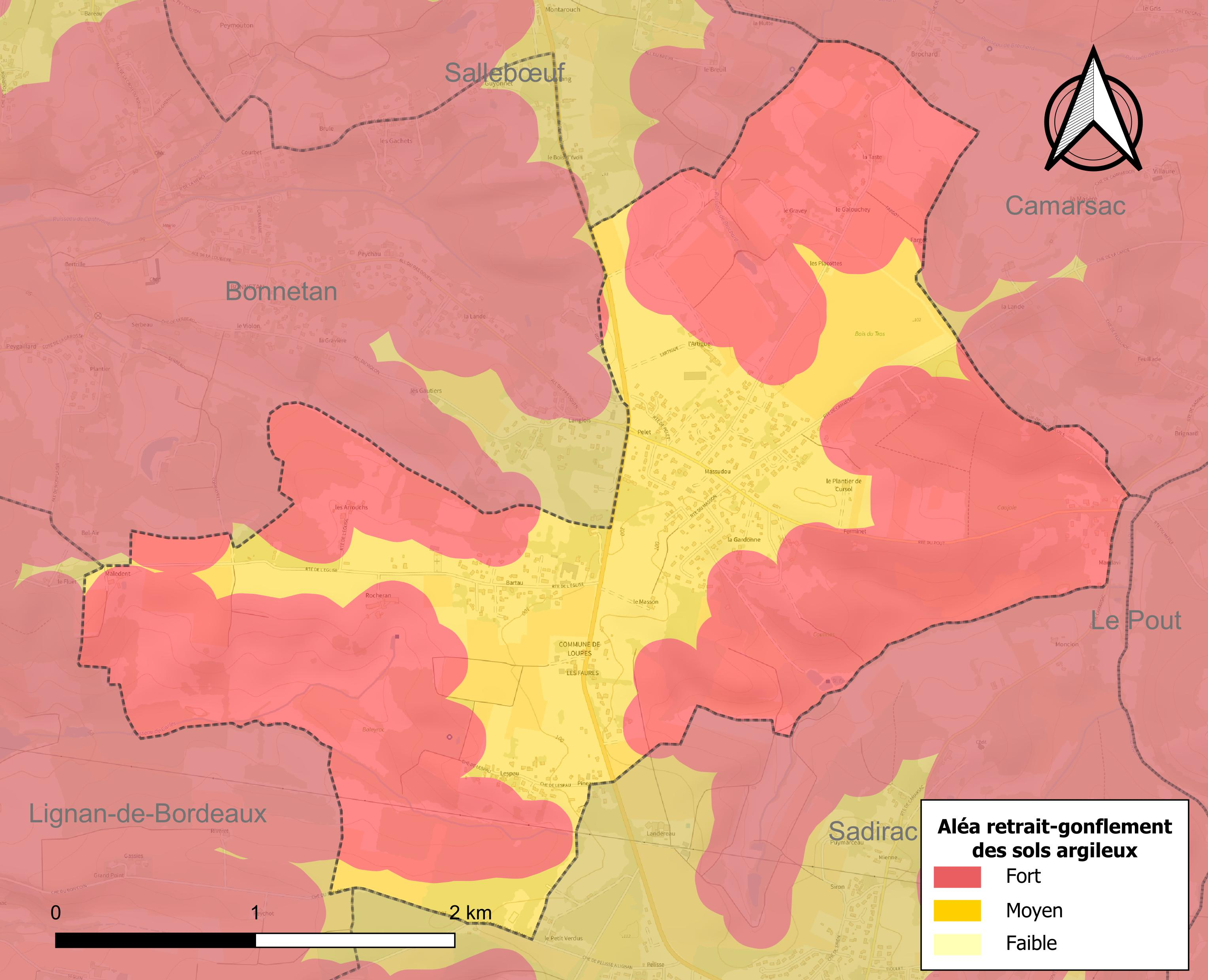
Carte des zones d'aléa retrait-gonflement des sols argileux de Loupes.

Le retrait-gonflement des sols argileux est susceptible d'engendrer des dommages importants aux bâtiments en cas d’alternance de périodes de sécheresse et de pluie. La totalité de la commune est en aléa moyen ou fort (67,4 % au niveau départemental et 48,5 % au niveau national). Sur les 298 bâtiments dénombrés sur la commune en 2019, 298 sont en aléa moyen ou fort, soit 100 %, à comparer aux 84 % au niveau départemental et 54 % au niveau national. Une cartographie de l'exposition du territoire national au retrait gonflement des sols argileux est disponible sur le site du BRGM,.
Par ailleurs, afin de mieux appréhender le risque d’affaissement de terrain, l'inventaire national des cavités souterraines permet de localiser celles situées sur la commune.
Concernant les mouvements de terrains, la commune a été reconnue en état de catastrophe naturelle au titre des dommages causés par la sécheresse en 1989, 1992, 2003 et 2017 et par des mouvements de terrain en 1999.

## Toponymie
Le nom de la commune viendrait du substantif latin lupus qui désigne un « loup ».
En gascon, le nom de la commune est Lopa.

## Politique et administration
La commune de Loupes fait partie de l'arrondissement de Bordeaux. À la suite du découpage territorial de 2014 entré en vigueur à l'occasion des élections départementales de 2015, la commune demeure dans le canton de Créon remodelé,. Loupes fait également partie de la communauté de communes du Créonnais, membre du Pays du Cœur de l'Entre-deux-Mers.
| Période                                  | Période              | Identité            | Étiquette | Qualité  |
| ---------------------------------------- | -------------------- | ------------------- | --------- | -------- |
| Les données manquantes sont à compléter. |                      |                     |           |          |
| ?                                        | ?                    | Michel Lesvignes    |           |          |
| mars 2001                                | mai 2012 (démission) | Michel Gautier      |           |          |
| juin 2012                                | mars 2014            | Fabrice Benquet     |           |          |
| mars 2014                                | En cours             | Véronique Lesvignes |           | Employée |

## Démographie
Les habitants de Loupes sont appelés les Loupésiens.
L'évolution du nombre d'habitants est connue à travers les recensements de la population effectués dans la commune depuis 1793. Pour les communes de moins de 10 000 habitants, une enquête de recensement portant sur toute la population est réalisée tous les cinq ans, les populations de référence des années intermédiaires étant quant à elles estimées par interpolation ou extrapolation. Pour la commune, le premier recensement exhaustif entrant dans le cadre du nouveau dispositif a été réalisé en 2004.

En 2022, la commune comptait 940 habitants, en évolution de +21,29 % par rapport à 2016 (Gironde : +6,91 %, France hors Mayotte : +2,11 %).
| 1793 | 1800 | 1806 | 1821 | 1831 | 1836 | 1841 | 1846 | 1851 |
| ---- | ---- | ---- | ---- | ---- | ---- | ---- | ---- | ---- |
| 115  | 131  | 178  | 134  | 121  | 136  | 134  | 150  | 119  |

| 1856 | 1861 | 1866 | 1872 | 1876 | 1881 | 1886 | 1891 | 1896 |
| ---- | ---- | ---- | ---- | ---- | ---- | ---- | ---- | ---- |
| 116  | 142  | 185  | 150  | 141  | 133  | 112  | 108  | 120  |

| 1901 | 1906 | 1911 | 1921 | 1926 | 1931 | 1936 | 1946 | 1954 |
| ---- | ---- | ---- | ---- | ---- | ---- | ---- | ---- | ---- |
| 110  | 124  | 121  | 117  | 129  | 146  | 111  | 124  | 124  |

| 1962 | 1968 | 1975 | 1982 | 1990 | 1999 | 2004 | 2006 | 2009 |
| ---- | ---- | ---- | ---- | ---- | ---- | ---- | ---- | ---- |
| 141  | 171  | 239  | 291  | 348  | 442  | 499  | 570  | 644  |

| 2014 | 2019 | 2022 | - | - | - | - | - | - |
| ---- | ---- | ---- | - | - | - | - | - | - |
| 724  | 834  | 940  | - | - | - | - | - | - |

## Économie
La commune est située dans l'aire géographique de production de l'entre-deux-mers (vins blancs secs), appellation d'origine contrôlée du vignoble du même nom. Toute la région produit en outre des rouges, des clairets, des rosés, des blancs secs, doux ou effervescents sous les dénominations bordeaux et bordeaux-supérieur.
Un projet de création de manufacture Hermès est en cours, après 2025.

## Culture locale et patrimoine

### Lieux et monuments
- L'église Saint-Étienne et sa croix de cimetière. Elle est inscrite à l'Inventaire général du patrimoine culturel[34].
- Monument aux morts.
- Une dizaine de lieux et édifices de la commune de Loupes sont recensés et versés à l'inventaire général du patrimoine culturel dans le cadre d'une étude topographique du canton de Créon réalisée à partir de 1983 par le conseil régional d'Aquitaine[35] : les fermes des XVIIe-XIXe siècles des domaines de Rocheran[36], de Maledent[37], de la Gardonne[38], le château Lartigue[39] du XIXe siècle, le presbytère[40] dont seule subsiste de la construction du XVIIe siècle une porte en plein-cintre.

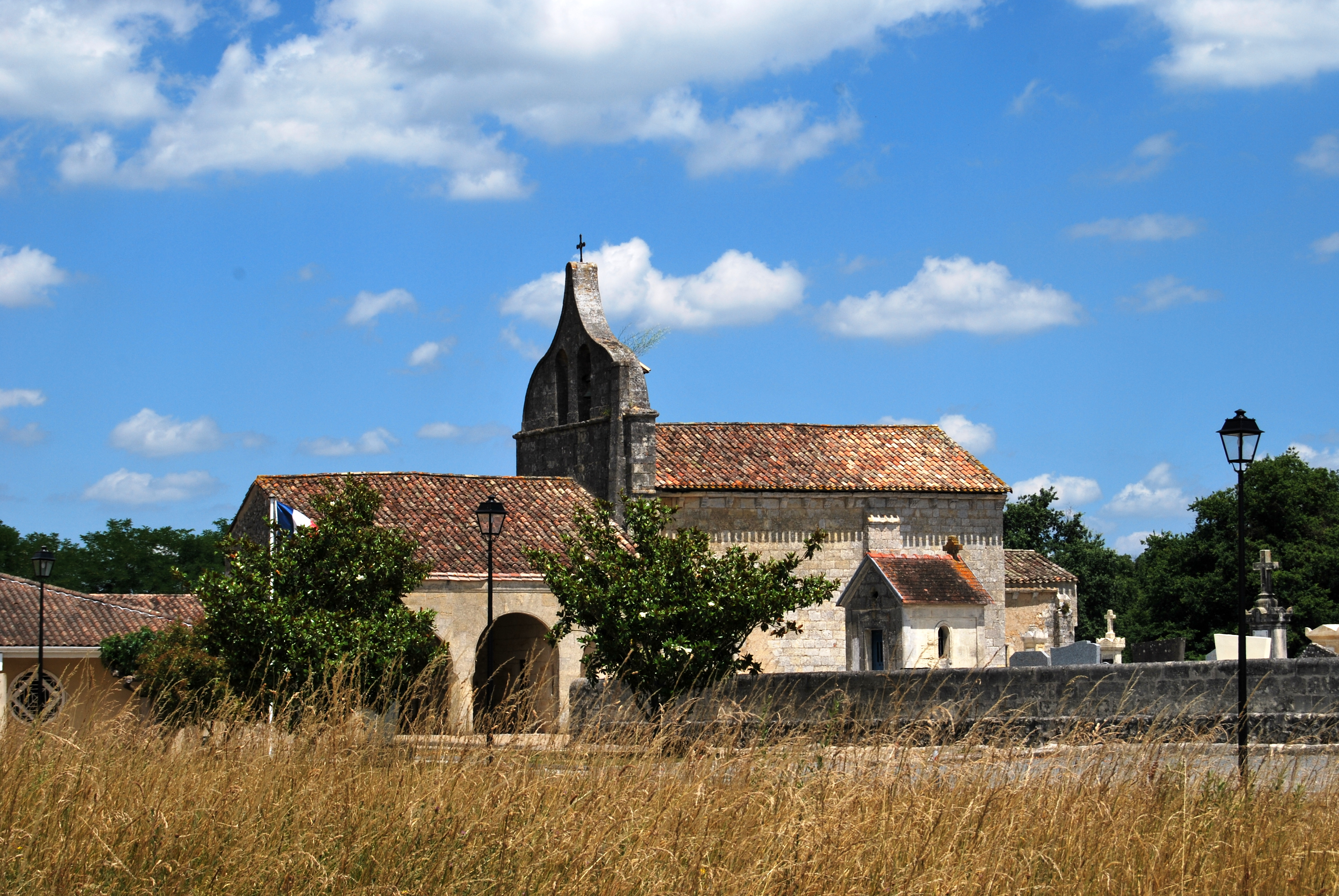
L'église Saint-Étienne.
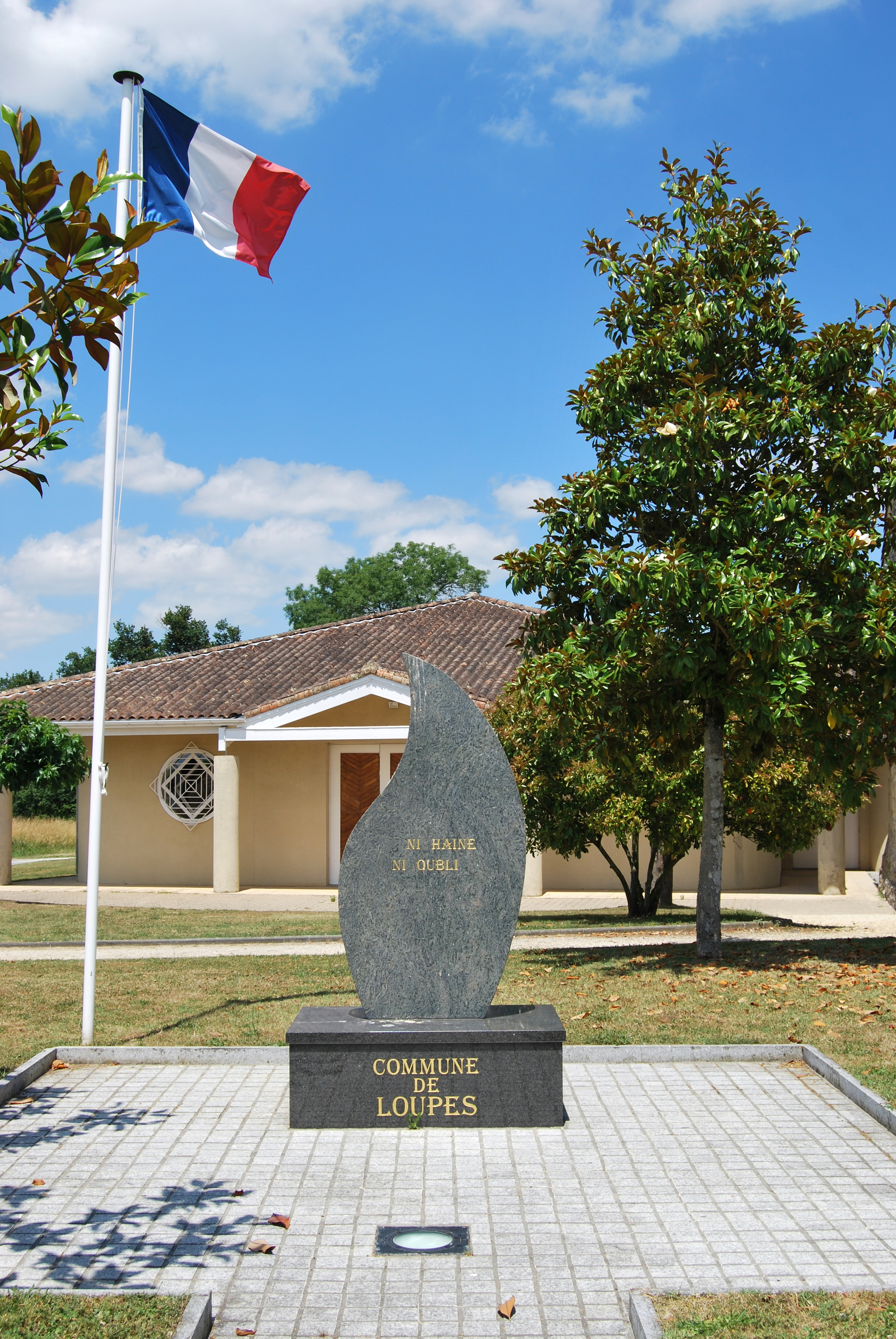
Monument aux morts.

### Héraldique
| Armes | Les armes de Loupes se blasonnent ainsi : Écartelé d'or et de gueules, au premier aux trois loups au naturel, armés et lampassés de gueules, allumés du champ, dentés de sable, passant l'un sur l'autre, au deuxième aux deux grappes de raisin, celle de dextre d'or, celle de senestre de pourpre, tigées et feuillées de sinople, au troisième à la façade de l'église du lieu d'argent, maçonnée et ouverte de sable, ajourée de deux baies du champ, celle de senestre abritant une cloche de sable, au quatrième aux cinq arbres de sinople ordonnés en sautoir. |